# Маклашеевская культура
Маклаше́евская культура — археологическая культура конца бронзового века (XII—IX века до н. э.), распространённая в Среднем Поволжье на границе лесной и лесостепной зон. Названа по курганному могильнику у с. Маклашеевка (Спасский район Татарстана), открытому и исследованному П. А. Пономарёвым в 1882 году. Выделена в нач. 1920-х гг. М. Г. Худяковым в качестве позднего этапа приказанской культуры.
Географически охватывала Татарстан, Марий Эл, Башкортостан, Нижегородскую, Ульяновскую, Самарскую область. Известны как курганные, так и бескурганные могильники. В мужских погребениях – каменные, костяные, бронзовые наконечники стрел и копий, булавы, кельты, ножи, предметы конской упряжи. Среди артефактов есть следы керамики (круглодонные горшки). Занятием носителей было охота и скотоводство, в т.ч. коневодство. Явных признаков существования земледелия не зафиксировано.
Помимо могильников известны и городища c полуземлянками (от 4 до 12). Антропологический тип – европеоиды (что резко отличает их от пришедших им на смену ананьинцев). Основой для формирования стала андроновская культура. 